# Три Сестри (гора)
Три сестри (нім. Drei Schwestern) — гора в Ліхтенштейні, висотою — 2 359 м та трьома піками-вершинами. Ця гора належить до гірського масиву Ретікон в Східних Альпах, поблизу австійсько-ліхтенштейнського пограниччя.
Гора розташована в східній частині Ліхтенштейну. На схід від столиці країни — Вадуца, в її підніжжі розкинулася комуна-община Планкен. Вперше досліджена в 1870 році Джоном Шольто Дугласом (John Sholto Douglass).